# Municipio de Barham
El municipio de Barham (en inglés: Barham Township) es un municipio ubicado en el condado de Franklin en el estado estadounidense de Arkansas. En el año 2010 tenía una población de 186 habitantes y una densidad poblacional de 7,43 personas por km².

## Geografía
El municipio de Barham se encuentra ubicado en las coordenadas 35°23′55″N 93°53′11″O / 35.39861, -93.88639. Según la Oficina del Censo de los Estados Unidos, el municipio tiene una superficie total de 25.02 km², de la cual 25,02 km² corresponden a tierra firme y (0.01 %) 0 km² es agua.

## Demografía
Según el censo de 2010, había 186 personas residiendo en el municipio de Barham. La densidad de población era de 7,43 hab./km². De los 186 habitantes, el municipio de Barham estaba compuesto por el 93,01 % blancos, el 3,23 % eran amerindios, el 2,69 % eran asiáticos y el 1,08 % eran de una mezcla de razas. Del total de la población el 0,54 % eran hispanos o latinos de cualquier raza.